# ヴェルヴェット・クラッシュ
ヴェルヴェット・クラッシュ（Velvet Crush）は、アメリカ合衆国のロードアイランド州プロビデンスを拠点とするパワー・ポップ・バンドである。1990年代前半から半ばにかけて、主にインディー・ロック・サークルで活動していた。バンドは1996年に解散するも1998年に再結成し、2004年には最新アルバムを発表した。

## 略歴
1980年代半ばにポール・チャスティンはソロ・アーティストとして、またNinesやThe Stupid Cupidsのメンバーとしても活動し、リック・メンクはThe ReverbsやThe Paint Setのメンバーとして活動していた。1987年、チャスティンとメンクはインディー・ポップ・バンドのチュー・チュー・トレイン（Choo Choo Train）として活動を始めた。チュー・チュー・トレインは2枚のシングルと1枚のEPをリリース後、英国インディーレーベルのThe Subway Organizationと契約した。彼らはThe SpringfieldsとしてSarah Recordsというレーベルと、またBag-O-ShellsとしてBus Stop Recordsというレーベルとも契約した。この頃、彼らは拠点をイリノイ州シカゴからロードアイランド州プロビデンスに移した。
1989年、よりロック色の強いパワー・ポップ・サウンドを指向するため、彼らは元Honey Bunchのギタリストのジェフリー・ボーチャードと共にヴェルヴェット・クラッシュを結成した。Bus Stop Recordsから3枚のシングルをリリース後、ティーンエイジ・ファンクラブの「Everything Flows」のカバーをリリースした。このことがきっかけとなり、彼らは英国のクリエイション・レコーズと契約。クリエイションから1991年に、デビュー・アルバムである『イン・ザ・プレゼンス・オブ・グレイトネス』、1994年に『ティーンエイジ・シンフォニーズ・トゥ・ゴッド』をリリースした（米国ではSony Recordsからリリースした）。その後、彼らはスティーブン・ダフィー (Stephen Duffy)のバックバンドとして活動し、2枚のアルバムに参加した。1998年、チャスティンとメンクの2人はヴェルヴェット・クラッシュとしての活動を再開し、『ヘヴィー・チェンジズ』をリリースした。その後、1999年に『フリー・エクスプレッション』を、2002年に『ソフト・サウンズ』を、2004年に『ステレオ・ブルーズ』をリリースした。

## メンバー

### 現在のメンバー
- ポール・チャスティン (Paul Chastain) - ボーカル、ベース
- リック・メンク (Ric Menck) - ドラム

彼らは以前にチュー・チュー・トレイン、Bag-O-Shells、The Springfieldsといったバンドでも活動していた。

### 旧メンバー
- ジェフリー・ボーチャード (Jeffrey Borchardt) - ギター
元ハニー・バンチ (Honey Bunch)のギタリスト。『イン・ザ・プレゼンス・オブ・グレイトネス』『ティーンエイジ・シンフォニーズ・トゥ・ゴッド』に参加

### 共同プロデューサー
- マシュー・スウィート (Matthew Sweet)
『イン・ザ・プレゼンス・オブ・グレイトネス』『フリー・エクスプレッション』
- ミッチ・イースター (Mitch Easter)
『ティーンエイジ・シンフォニーズ・トゥ・ゴッド』『ヘヴィー・チェンジズ』
- アダム・シュミット (Adam Schmitt)
『ステレオ・ブルーズ』

## ディスコグラフィ

### スタジオ・アルバム
- 『イン・ザ・プレゼンス・オブ・グレイトネス』 - In the Presence of Greatness (1991年、Creation/Ringers Lactate)
- 『ティーンエイジ・シンフォニーズ・トゥ・ゴッド』 - Teenage Symphonies to God (1994年、Creation/Sony)
- 『ヘヴィー・チェンジズ』 - Heavy Changes (1998年、Action Musik)
- 『フリー・エクスプレッション』 - Free Expression (1999年、Bobsled)
- 『ソフト・サウンズ』 - Soft Sounds (2002年、Action Musik)
- 『ステレオ・ブルーズ』 - Stereo Blues (2004年、Action Musik)

### ライブ・アルバム
- Rock Concert (2000年、Action Musik)

### コンピレーション・アルバム
- A Single Odessey (2001年、Action Musik) ※アルバム未収録シングル&EP集
- 『タイムレス・メロディー』 - Timeless Melodies (2001年、Epic) ※1990年-2000年録音曲のベスト盤
- Melody Freaks (2002年、Action Musik) ※1990年-1996年のデモ&アウトテイク集

### シングル、EP
- "If Not True" (1990年)
- "Walking Out on Love" (1990年) ※The Golden Dawnとのスプリット盤
- "Ash & Earth" (1991年)
- "Everything Flows" (1991年)
- "Window to the World" (1992年)
- The Post Greatness EP (1992年)
- "Drive Me Down" (1992年)
- "Hold Me Up" (1994年)
- "Time Wraps Around You" (1994年)
- "Why Not Your Baby" (1994年)
- 『ビー・サムワン・トゥナイト』 - Be Someone Tonight (1997年)
- "Gentle Breeze" (2000年)

### チュー・チュー・トレイン

#### シングル
- "This Perfect Day" (1987年)
- "The Briar Rose EP" (1988年)
- "High" (1988年)

#### コンピレーション・アルバム
- 『ブライアー・ハイ』 - Briar High (The 1988 Singles) (1992年、The Subway Organization)
- 『ザ・コンプリート・レコーディングス』 - The Complete Recordings (2010年、Vivid Sound)

### The Springfields
- "Sunflower" (1988年)
- "Tomorrow Ends Today" (1991年)
- "Wonder2 (1991年)
- "Tranquil2 (1991年)

### Bag-O-Shells
- "Markers" (1988年)
- "Pocket Book" (1990年)

### ポール・チャスティン & リック・メンク
- Hey Wimpus: The Early Recordings of Paul Chastain & Ric Menck (1998年、Action Musik)